# 28 d'agost
El 28 d'agost és el dos-cents quarantè dia de l'any del calendari gregorià i el dos-cents quaranta-unè en els anys de traspàs. Queden 125 dies per finalitzar l'any.

## Esdeveniments
Països Catalans
- 1285 - Illes Formigues: la flota de Roger de Llúria derrota la dels francesos en la batalla naval de les Formigues.

Resta del món
- 1673 - El príncep de Montesacro ocupa definitivament les illes Alhucemas i les posa sota sobirania espanyola.
- 1795 - Basilea (Suïssa): Firma del tractat de pau entre el landgraviat de Hesse-Kassel i la França revolucionària dins de la Pau de Basilea que significà el final a la Primera Coalició.
- 1845 - La revista Scientific American publica la seva primera entrega.
- 1850 - Richard Wagner estrena la seva òpera Lohengrin.
- 1920 - Els Estats Units reconeixen el dret de vot a la dona, conegut amb el nom de sufragi femení.
- 1963 - Martin Luther King, detractor pacifista del racisme als Estats Units, llegeix el seu històric discurs I Have a Dream (Tinc un somni), on condemna la segregació racial de certs col·lectius als Estats Units.[1]
- 1985 - Everest: Toni Sors, Òscar Cadiach i Puig i Carles Vallès i Ocaña, juntament amb els xerpes Shambu Tamang, Ang Karma i Narayan Shrestra, van ser els primers catalans de fer-ne el cim.

## Naixements
Països Catalans
- 1810 - Vic: Jaume Balmes, filòsof i teòleg (m. 1848).
- 1880 - Alcoi: Lola Vitoria Tarruella, compositora i escriptora teatral valenciana (m. 1952).[2]
- 1916 - Barcelona: Carlos Conti Alcántara, dibuixant català (m. 1975).
- 1924 - Lledó d'Empordà, Alt Empordà: Montserrat Vayreda, escriptora catalana (m. 2006).[3]
- 1927 - Sant Pau de Fenollet, Occitània: Renada-Laura Portet, escriptora i lingüista rossellonesa.[4]
- 1952 - Mataró, Maresme: Manuel Cuyàs i Gibert escriptor i periodista català (m. 2020).
- 1962 - València: Francesc Camps i Ortiz, polític del Partit Popular, president de la Generalitat Valenciana de 2003 a 2011.
- 1973 - Mallorca: Marta Barceló i Femenías, actriu, guionista, escriptora.[5]
- 1974 - La Vall d'Uixó: María José Salvador Rubert, política, advocada i professora, diputada i Consellera de la Generalitat.[6]
- 1990 - Linyola, el Pla d'Urgell: Bojan Krkić i Pérez, jugador de futbol.
- 1991 - Barcelona: Anna Saliente i Andrés, sociòloga i activista política catalana.[7]

Resta del món
- 1582 - Pequín (Xina): Emperador Taichang, 14è emperador de la Dinastia Ming (m. 1620).[8]
- 1625 - Piazza Armerina (Enna) (Regne de Sicília): Prospero Intorcetta, jesuïta italià, missioner a la Xina (m. 1696).[9]

- 1655 - Gènova: Lodovico Antonio Luca Adorno, jesuïta italià, missioner a la Xina (m. 1699).[10]
- 1724 - Mura di Savallo, Brescia: Diamante Medaglia Faini, poeta i acadèmica italiana.[11]
- 1748 - Berlín: Amalie von Gallitzin, escriptora i intel·lectual alemanya.[12]
- 1749 - Frankfurt del Main, Alemanya: Johann Wolfgang von Goethe, escriptor alemany (m. 1832).
- 1775 - París: Sophie Gail, cantant i compositora parisenca (m. 1819).[13]
- 1828 - Iàsnaia Poliana, Rússia - Neix Lev Tolstoi (segons calendari julià), escriptor rus (†1910).[14]
- 1867 - Foggia (Itàlia): Umberto Giordano, compositor italià (m. 1948).
- 1878 - Ashland (Nou Hampshire), EUA: George Hoyt Whipple, metge estatunidenc, Premi Nobel de Medicina o Fisiologia de 1934 (m. 1976).[15]
- 1892 - Filadèlfia: Elizabeth Hirsh Fleisher, arquitecta estatunidenca.[16]
- 1894 - Graz (Àustria): Karl Böhm, director d'orquestra austríac (m. 1981).[17]
- 1910 - 's-Graveland, Països Baixos: Tjalling Koopmans, economista, Premi Nobel d'Economia de l'any 1975 (m. 1985).[18]
- 1917 - Nova York (EUA): Jack Kirby, autor de còmics, creador gràfic de personatges com Els Quatre Fantàstics, Capità Amèrica o Thor (m. 1994).
- 1919 - Newark-on-Trent, Nottinghamshire, Anglaterra: Godfrey Hounsfield, enginyer anglès, Premi Nobel de Medicina o Fisiologia de l'any 1979 (m. 2004).[19]
- 1921 - Cochabamba: Lidia Gueiler Tejada, política boliviana, presidenta interina de Bolívia entre 1979 i 1980 (m. 2011).[20]
- 1924 - Long Beach, Califòrnia: Peggy Ryan, ballarina i actriu nord-americana (m. 2004).[21]
- 1927 - Nova York: Betty Twarog, bioquímica estatunidenca que trobà serotonina en el cervell dels mamífers (m. 2013).[22]
- 1930 - Nova York (EUA): Ben Gazzara, actor estatunidenc de cinema, televisió i teatre (m. 2012).
- 1931 - Amsterdam: Cristina Deutekom (nascuda Stientje Engel), cantant d'òpera neerlandesa (m. 2014).[23]
- 1947 - Madrid, Espanya: Manuel Catalán Chana, polític i empresari valencià, alcalde de Benidorm (1983-1991).
- 1966 - Asteasu, Guipúscoa, Espanya: Julen Lopetegui Agote, és un exfutbolista i entrenador basc.
- 1969 - Hermosa Beach, Califòrnia, Estats Units: Jack Black és un actor còmic, cantant, i músic estatunidenc.
- 1971 - Fullerton, Califòrnia, USA: Janet Evans, nedadora nord-americana, campiona olímpica en diverses edicions dels Jocs.[24]
- 1973 - Càceres: Irene Cardona Bacas, directora de cinema espanyola.[25]
- 2003 - Houma, Louisiana, Estats Units: Quvenzhané Wallis és una actriu infantil estatunidenca.

## Necrològiques
Països Catalans
- 1784 - Carmel, Califòrnia: Juníper Serra, frare franciscà mallorquí, que fundà la missió de l'Alta Califòrnia (n. 1713).
- 1854 - Barcelona: Santa Joaquima de Vedruna, fundadora.
- 1972 - Bilbao: Emma Chacón i Lausaca, pianista i compositora catalana establerta al País Basc (n. 1886).[26]
- 1973 - Exeter: Margarida Comas i Camps, biòloga (n. 1892).[27]
- 1976 - Muxía, Galícia, Espanya: Josep Moreno i Gans, compositor valencià (n. 1897).
- 2015 - Barcelona: Anna Maria Tugas i Masachs, atleta dels anys 30, campiona de Catalunya i d'Espanya (n. 1911).[28]
- 2018 - Barcelona: Josep Fontana i Lázaro, historiador català i professor emèrit de la Universitat Pompeu Fabra (n. 1931).

Resta del món
- 430 - Hipona, província romana d'Àfrica: Agustí d'Hipona, bisbe i Pare de l'Església.[29]
- 770 - Koken Tenno, 46a i 48a Emperadriu del Japó.
- 1665 - Bolonya, Itàlia: Elisabetta Sirani, pintora barroca de l'escola bolonyesa (n. 1638).[30]
- 1943 - Sofia (Bulgària): Borís III, segon rei de Bulgària de la dinastia dels Saxònia-Coburg Gotha. (n. 1894).[31]
- 1951 - 
  - Los Angeles, Califòrnia, Estats Units: Robert Walker, cronista de ràdio i actor estatunidenc.
  - Paris: Cora Laparcerie, artista, poeta i directora teatral francesa (n. 1875).[32]
- 1958 - París, França: Adèle Clément, violoncel·lista francesa (n. 1884).[33]
- 1978 - Tuar Mhic Éadaigh, Irlanda: Robert Shaw, actor, guionista i escriptor anglès.[34]
- 1983 - Hondarribia, Guipúscoa: José Bergamín Gutiérrez, escriptor espanyol (n. 1895).
- 1995 - Stuttgart, Alemanya: Michael Ende, escriptor alemany de literatura fantàstica i infantil (n. 1929).
- 2005 - Madrid: Antoñita Colomé, actriu, cantant i ballarina espanyola (n. 1912).[35]
- 2006 - Twin Falls, Idaho (Estats Units): Melvin Schwartz, físic nord-americà, Premi Nobel de Física l'any 1988 (n. 1932).[36]
- 2007 -
  - Boadilla del Monte, Comunitat de Madrid: Francisco Umbral escriptor espanyol.
  - Sevilla, Espanya: Antonio Puerta, futbolista espanyol.
- 2017 - París, França: Mireille Darc fou una actriu provençal i model francesa.[37]
- 2020 - Los Angeles, Estats Units d'Amèrica: Chadwick Boseman, actor nord-americà.[38]

## Festes i commemoracions
- Santoral: sants Ezequies, rei; Agustí d'Hipona, bisbe, Doctor de l'Església; Pelagi d'Emona, màrtir (283); Moisès el Negre, eremita; santa Joaquima de Vedruna, fundadora de les Carmelites de la Caritat (al martirologi; se celebra el 22 de maig); beat Juníper Serra, franciscà; servent de Déu Antoni Lladós i Salud, Jaume Caballé i Bru, benedictins màrtirs (1936)